# 웨스트사이드 (맨해튼)
웨스트사이드(West Side)는 맨해튼 섬에서 서쪽에 위치한 허드슨강에 인접해 있으며, 뉴저지주를 마주보고 있는 지역을 말한다. 웨스트 할렘, 모닝사이드하이츠, 맨해튼밸리, 어퍼웨스트사이드, 헬스키친, 첼시, 웨스트빌리지, 소호, 트라이베카 지역을 포함한다.

## 같이 보기
- 이스트사이드 (맨해튼)